# Hl. Blut (Iphofen)

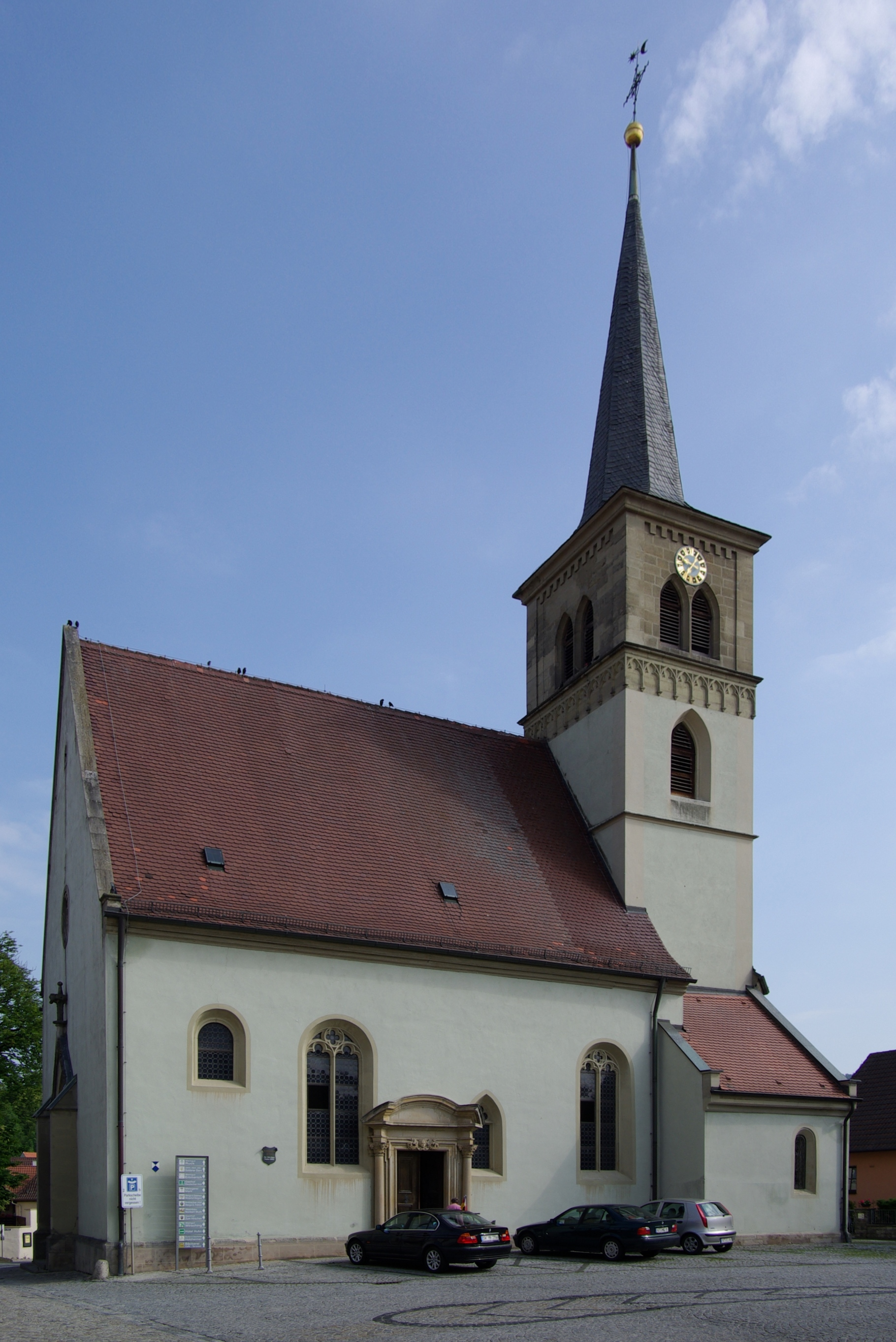
Die Wallfahrtskirche in Iphofen

Die Wallfahrtskirche zum Heiligen Blut im unterfränkischen Iphofen steht im Westen der Altstadt am Julius-Echter-Platz.

## Geschichte
Die Gründung der Kirche im Jahr 1329 ist nachweisbar. Für die auch „Kirche zum heiligen Grab“ genannte Kirche war ein eigener Priester zuständig. Bereits damals gab es zahlreiche Wallfahrten zur Kirche, die im Jahr 1363   weitere Zuwendungen erhielt. Die Einnahmen der St.-Martins-Kirche, die 1525 dem Bauernkrieg zum Opfer fiel, wurden auf die Kirche zum Heiligen Blut übertragen. Damit verbunden war der Aufstieg zur Pfarrkirche, der zweiten in Iphofen.
Die Berichte über Wallfahrten gab es auch im ausgehenden Mittelalter. Im 16. Jahrhundert unterstand die Kirche dem Einfluss der beginnenden Reformation. 1588 übernahm der Pfarrer der St.-Vitus-Kirche die Gläubigen der Wallfahrtskirche. Die Gegenreformation, die vor allem von den Würzburger Fürstbischöfen betrieben wurde, machte die Heilig-Blut-Kirche 1629 wieder unabhängig, bevor 1621 eine endgültige Zusammenlegung mit St. Vitus durchgeführt wurde.
Das 18. Jahrhundert brachte eine Blüte der Kirche. Mehrere Mönche aus umliegenden Klöstern mussten dem Iphöfer Pfarrer bei der Versorgung der Pilger helfen. Die Wallfahrt prägte die ganze Stadt, die Gottesdienste wurden aus Platzmangel vor dem Gebäude abgehalten.
Im Zuge der Säkularisation 1803 wollte die bayerische Regierung das Gebäude abreißen. Dieser Plan konnte verhindert werden. Das 20. Jahrhundert brachte einen starken Rückgang der Zahl der Wallfahrer. Heute kommen nur noch Gruppen aus Willanzheim, Kolitzheim, Neusetz und Dornheim zur Kirche. Das Bayerische Landesamt für Denkmalpflege listet das Gebäude der Kirche unter der Denkmalnummer D-6-75-139-28.

## Architektur
Die Architektur der Kirche ist durch einen Umbau unter Fürstbischof Julius Echter von Mespelbrunn geprägt. 1605–1615 wurde das Langhaus erweitert, der marode Chor ausgebessert und eine Turmerhöhung vorgenommen, sodass ein typischer Julius-Echter-Turm entstand, der sich als Chorturm über dem Chorraum erhebt. Hierzu wurde das bestehende Gotteshaus größtenteils abgerissen. 1653, nach dem Dreißigjährigen Krieg, wurden im Zuge einer weiteren Renovierung Fenster und Türen erneuert. Im Jahr 1714 erhielt die Kirche die raumprägende Flachdecke.

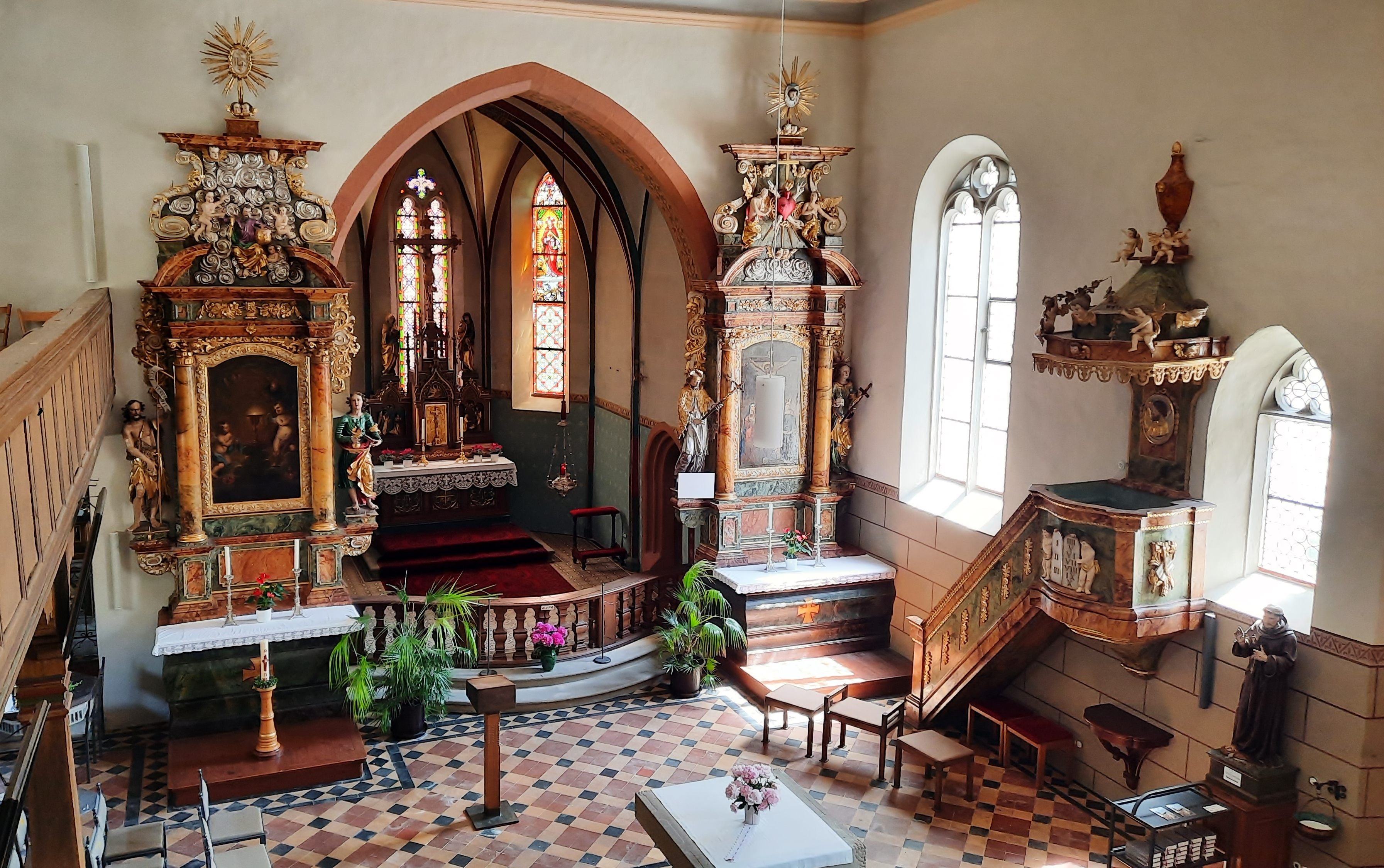
Das Innere der Kirche

Bei einer Renovierung 1870 erfolgte eine Turmerweiterung. Sieben Jahre später setzte ein Blitz die Kirche in Brand, was einen Wiederaufbau im Stil der Neugotik zur Folge hatte. 1985 entfernte man bei der bislang letzten Instandsetzung die Außentreppe von 1799.

## Ausstattung

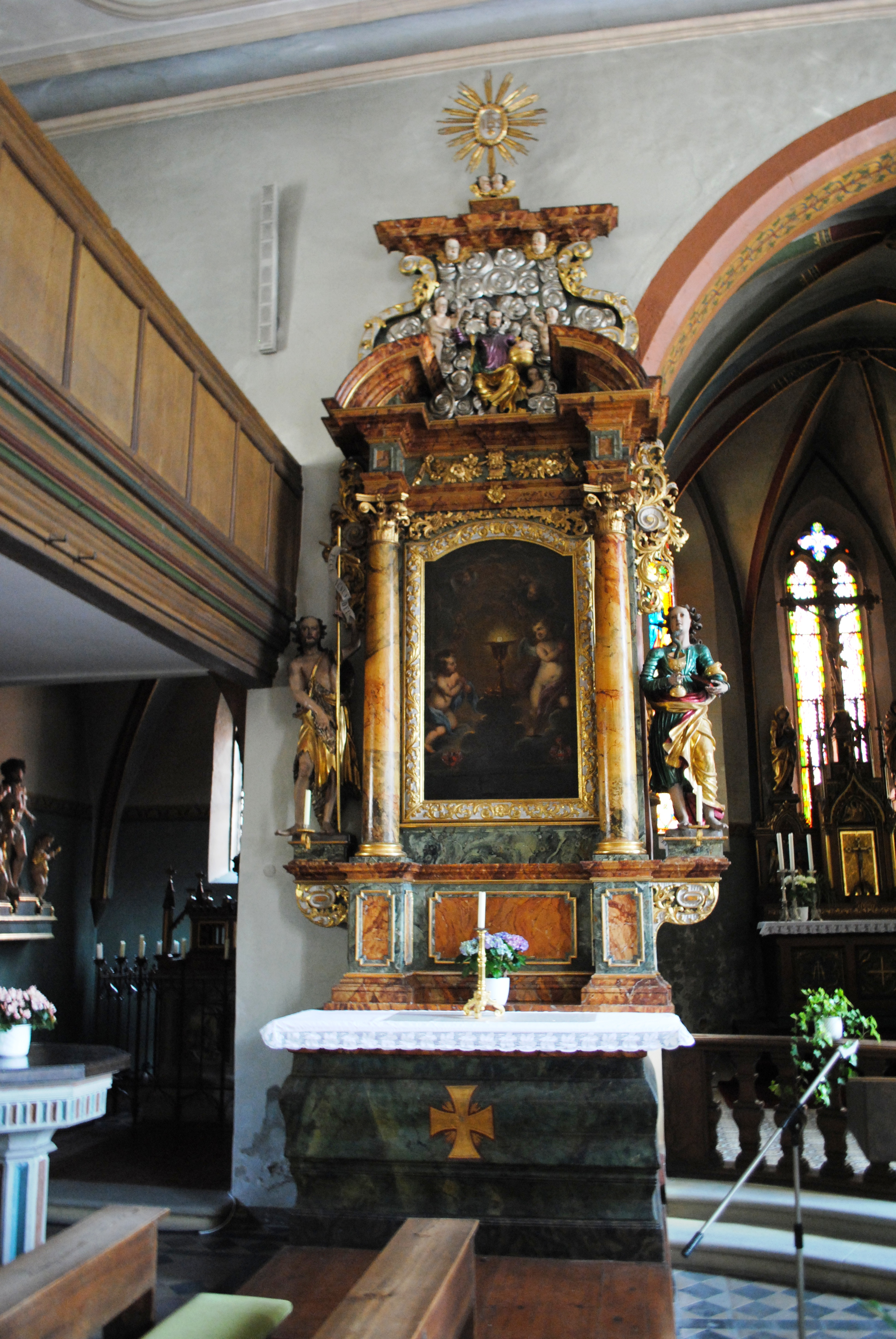
Der Seitenaltar mit dem Bildnis des Allerheiligsten

Ebenso wie die Architektur wurde auch die Inneneinrichtung der Kirche im Laufe der Jahrhunderte verändert. Bei der Stiftung von 1329 wurde die Übergabe eines Altars genannt. 1481 kamen ein weiterer Altar und neues Kirchengestühl hinzu. Im Jahr 1527 wurde ein Beichtstuhl aufgestellt.
In der Barockzeit wurde ein Triumphbogen über dem Allerheiligsten angebracht. 1730 kamen die Altäre der seligen Jungfrau Maria und der Heilig-Kreuzaltar hinzu, 1734 wurde eine neue Orgel eingebaut, die 1814 erstmals renoviert wurde. In den 1890er Jahren begann die neugotische Umgestaltung des Kircheninneren. Dabei wurden Blechplatten mit der Hostienlegende gestaltet.
Im 20. Jahrhundert erhielt die Kirche ihr heutiges Aussehen. 1911/1912 erfolgte die Wiederherstellung der barocken Seitenaltäre. Der rechte Altar zeigt ein Kreuzigungsbild mit Johannes Nepomuk und der heiligen Magdalena an seiner Seite, der linke trägt ein Gemälde des Allerheiligsten, flankiert von Johannes Evangelist und Johannes dem Täufer.

## Wallfahrt
Die Wallfahrt zur Heilig-Blut-Kirche geht auf das Jahr 1298 zurück. Unterschiedliche Versionen der Legende sind bekannt. Die früheste spricht von Juden, die mehrere Hostien unter einem Haus versteckt haben sollen. Eine Lichtgestalt wies der Gemeinde den Weg, sie auszugraben. In einer anderen Variante, die seit dem 17. Jahrhundert belegt ist, sollen jüdische Iphöfer eine Hostie mit Messern geschändet haben; aus ihnen sei das Blut Jesu hervorgetreten. Erschrocken sollen die Missetäter die Hostie in eine Senkgrube geworfen haben. Die Verschleierung der Tat sei aber misslungen, da Gott die Hostie, die in ein Spinnennetz gefallen sei, habe aufleuchten lassen. Das Loch am Altar ist mit einem metallenen Spinnennetz noch heute überdeckt.
Anfangs bezog sich die Verehrung auf die wundertätige Hostie. Ab dem Jahr 1730 nahm die Fünfwundenverehrung Christi zu. Hierzu wurde auch eine Corporis-Christi-Bruderschaft ins Leben gerufen. Die Hostienfrevellegende entstand wohl als Rechtfertigung für die Verfolgung der Juden während des Rintfleisch-Pogroms. Heute fehlen in den Kirchenführern die Hinweise auf die Juden, auch entfernte man alle Hinweise auf die Legende aus dem Kircheninneren. Eine wissenschaftliche Aufarbeitung der Ursprünge der Legende steht noch aus.